# ارتاسازی
ارتاسازی یا اُرتوتیک (به انگلیسی: Orthotics)، (بر پایه ορθός یونانی به معنای راست کردن و تراز کردن) صنعت طراحی و کاربرد چفت و بست‌های حامی استخوان‌هاست. اُرتِز (به فرانسوی: Orthèse) وسیله ای بیرونی است که برای تأثیرگذاری بر خصوصیات ساختاری و کارکردی سیستم‌های عصبی عضلانی و اسکلتی استفاده می‌شود.
اگر آرتا برای دندان باشد، آن را اَرتادندانپزشکی  یا ارتودنسی (به انگلیسی: Orthodontics) گویند. آرتاسازها متخصصانی هستند که در طراحی این چفت و بست‌ها تخصص دارند.

## معرفی
ارتز به مجموع وسایلی گفته می‌شود که جهت اصلاح وضعیت اندام یا عضو (مانند: ارتز مخصوص اصلاح گوژپشتی) یا کمک به عملکرد عضو (مانند انواع شکم‌بند یا کمربند برای بهبود عملکرد عضلات و افزایش فشار داخل شکمی یا بریس یا ارتز بلند زانو و مچ در فلج اطفال جهت کمک به راه رفتن فرد) یا جایگزین عملکرد از دست رفته می‌شود (مانند استفاده از ارتزهای مخصوص در بیماران نخاعی برای استفاده از دست یا ایستادن)
ارتز همچنان یک وسیله مصنوعی است که جهت حمایه (ازمریضانی که همگام راه رفتن پاهای آنها رها است) ویا در هنگام راه رفتن به زمین کشیده می‌شوند استفاده میشودو همچنان برای اصلاح برای مریضانی کهclub foot دارند. و همچنان برای حفاظت از مریضانی که شکستگی در قسمت‌های از بدن دارند یا همچنان برای حرکت کردن و راه رفتن مثل مریضانی که مصاب فلج اطفال هستند.
پروتز جایگزین اندام یا قسمت از دست رفته اندام می‌شود که می‌تواند جنبه زیبایی و جنبه عملکردی داشته باشد مانند پروتز زیر زانو (در قطع پا از محل زیر زانو یا پروتز انگشت و …) که تقسیم‌بندی خاص خود را دارد. پروتزها با قالبگیری از باقیمانده اندام تهیه می‌شوند و به صورت کلی متشکل از سوکت (قسمتی که باقیمانده اندام در آن قرار می‌گیرد)، قطعات و آدابتورها و ترمینال دیوایس (بخش انتهایی مانند پنجه پا یا پنجه دست) می‌باشد.
در برخی موارد استفاده از ارتز سبب بهبود عملکرد یا کاهش درد شده از پیشرفت بدشکلی در اندام جلوگیری می‌کند. ارتزها ممکن است از جنس‌های مختلفی مانند چرم، پلاستیک، فلز یا ترکیبی از مواد مختلف به صورت پیش ساخته یا مخصوص هر فرد و متناسب با اندام هر فرد ساخته شوند. نمونه‌هایی از ارتز عبارتند از: عینک، سمعک، کمربند طبی، کفش طبی، ارتز میلواکی برای اصلاح کجی و انحراف ستون فقرات، ارتز بلند پا برای افراد مبتلا به فلج اطفال، اسپیلنت‌های مختلف پا و دست و …
برای تهیه ارتزها باید به مراکز ارتوپدی فنی مراجعه نمود.

## تفاوت ارتز با پروتز
مهم‌ترین تفاوت ارتز با پروتز این است که ارتز برای بهبود کارایی اندام‌های بدن به کار می‌رود درصورتی که پروتز جایگزین اندام از دست رفته می‌شود.